# Ведель, Оге Хельгесен
Оге Хельгесен Ведель (дат. Aage Helgesen Vedel; 1 сентября 1894, Копенгаген — 6 февраля 1981, там же) — датский морской офицер, адмирал. Во время Второй мировой войны ему удалось затопить бо́льшую часть датского флота, чтобы тот не попал в руки немцев.

## Биография
Родился 1 сентября 1894 года в семье военно-морского офицера. В 1912 году поступил на службу в ВМС Дании.

### Вторая мировая война
Во время немецкого вторжения в Данию Ведель был заместителем начальника морского штаба. Флот не принимал участия в боевых действиях и был оставлен немцами на месте после окончания конфликта. С 25 июля 1941 года Ведель исполнял обязанности начальника военно-морского командования и генерального директора Морского министерства, пока 1 сентября обе эти должности не были утверждены за ним, в результате чего он стал главнокомандующим Королевским датским флотом.
Хотя поначалу оккупация Дании носила мирный характер, по мере того как датское движение Сопротивления активизировало свою деятельность, она становилась всё более неспокойной. Когда отношения между Германией и Данией испортились, 27 августа 1943 года в 22:00 адмирал Ведель вызвал высокопоставленных датских морских офицеров в военно-морское министерство. Он проинформировал их о политической ситуации и рассказал о нескольких планах действий датского флота в случае нападения на него немцев. На следующий день датский парламент в ответ на немецкий ультиматум подал в отставку. Лишившись правительства, немцы быстро перешли к установлению полного контроля над Данией. 29 августа немцы начали операцию «Сафари», пытаясь захватить датский флот и интернировать всех датских военных. Адмирал Ведель приказал всем кораблям направиться в нейтральную Швецию или, если бегство было невозможно, затопить флот у причалов. Датским морякам удалось успешно затопить большую часть флота, прежде чем они были интернированы. После операции старший немецкий морской офицер в Дании, вице-адмирал Ханс-Генрик Вурмбах, сказал Веделю: «Мы оба выполнили свой долг», после чего немцы временно распустили датские вооруженные силы.
После Ведель установил контакт с Датским движением Сопротивления и предоставил им разведданные. В начале 1945 года он начал секретные переговоры с ВМС Великобритании о послевоенных планах для датского флота. 5 мая немецкие войска в Дании капитулировали перед британцами, и адмирал Ведель немедленно начал работать с вице-адмиралом Королевского флота Реджинальдом Весеем Холтом, чтобы контролировать немецкое разоружение и траление мин. Немцы, не желая признавать датчан победителями, предпочитали выполнять приказы только британцев, что возмутило Веделя и его штаб.

### После войны
В январе 1947 года Ведель был председателем комитета, который наблюдал за возобновлением контроля Дании над Гренландией со стороны США. В том же году датское правительство стало всё больше беспокоиться, что напряженность холодной войны может поставить под угрозу открытость Датских проливов, поэтому адмирал Ведель начал переговоры с Норвегией и Швецией о потенциальном оборонном пакте. В мае Ведель тайно посетил Великобританию, чтобы обсудить текущие переговоры.
В 1950 году А. Х. Ведель стал представителем Дании в НАТО. В 1952 году он командовал королевской яхтой HDMY Dannebrog во время круиза в Гренландию с королём Фредериком IX и королевой-консортом Ингрид.
Ушёл в отставку 31 мая 1958 года.